# Niucheng (sockenhuvudort i Kina, Hebei Sheng, lat 38,27, long 114,30)
Niucheng är en sockenhuvudort i Kina. Den ligger i provinsen Hebei, i den norra delen av landet, omkring 250 kilometer sydväst om huvudstaden Peking. Antalet invånare är 23 672. Befolkningen består av 11 407 kvinnor och 12 265 män. Barn under 15 år utgör 16,0 %, vuxna 15-64 år 75 %, och äldre över 65 år 8,0 %.
Runt Niucheng är det tätbefolkat, med 550 invånare per kvadratkilometer. Närmaste större samhälle är Quyangqiao, 15,8 km öster om Niucheng. Trakten runt Niucheng består till största delen av jordbruksmark.
Genomsnittlig årsnederbörd är 656 millimeter. Den regnigaste månaden är juli, med i genomsnitt 206 mm nederbörd, och den torraste är december, med 4 mm nederbörd.